# Phthonoloba violacea
Phthonoloba violacea là một loài bướm đêm trong họ Geometridae.